# Língua manitsauá
Manitsauá é uma língua extinta da familía linguística Juruna, do tronco tupi, falanda pelos Manitsauás.